# Anfield
Anfield è uno stadio calcistico inglese situato nella città di Liverpool (Merseyside), che dal 1892 ospita le partite casalinghe del Liverpool Football Club; esso prende il nome da una strada nota come Anfield Road, estremamente ridotta nel 1992 quando fu occupata dall'ampliamento di una tribuna laterale.
Anfield fu costruito nel 1885 dall'altro club di Liverpool, l'Everton Football Club, che vi rimase fino al suo trasferimento a Goodison Park nel 1892. L'allenatore scozzese Bill Shankly, che gettò le basi per il dominio nazionale ed europeo del Liverpool Football Club negli anni settanta, fece apporre una targa sul muro di spalletta della scalinata che conduce i calciatori sul campo di gioco, con la scritta This Is Anfield (in italiano Questo è Anfield), «per ricordare ai nostri ragazzi per quale maglia giocano e ai nostri avversari contro chi giocano».
Nel corso della sua storia, Anfield ha ospitato anche alcune partite tra nazionali, soprattutto quella inglese. Il primo incontro si disputò il 2 marzo 1888 tra Inghilterra e Irlanda del Nord, mentre l'ultimo il 1º marzo 2006 tra Inghilterra e Uruguay.

## Storia
Nel 1882 l'Everton, squadra anch'essa di Liverpool, fu obbligata per regolamento a dotarsi di un proprio impianto sportivo per le gare interne. La scelta cadde su un campo da gioco in affitto a Priory Road. Ma due anni dopo il contratto d'affitto non fu rinnovato e la squadra dovette cercare un altro stadio casalingo. John Houlding, un produttore di birra, convinse un suo amico birraio, John Orrell, a concedere al club l'uso di un terreno ad Anfield Road, non lontano da Stanley Park, il luogo dove l'Everton giocava le sue prime partite.
Il 28 settembre 1884 si tenne ad Anfield il primo incontro, Everton - Earlstown 5-0. Negli otto anni successivi, Houlding investì denaro nel club e finanziò la costruzione di tribune e servizi per il campo di gioco, nonché un albergo in prossimità di esso. Si arrivò a 8 000 spettatori per gara e, quando nel 1888 nacque la Football League, della quale l'Everton fu socio fondatore, Houlding insistette perché i giocatori del club usassero i servizi del suo albergo per cambiarsi prima e dopo le gare e aumentò anche il tasso d'interesse dei suoi finanziamenti al club. A quel punto John Orrell minacciò la revoca del permesso di usufrutto del terreno a meno di radicali cambiamenti: Houlding propose la formazione di una società a responsabilità limitata per l'acquisto e la gestione del terreno (confinante con un fondo di sua proprietà e dal quale avrebbe voluto trarre profitto). Ma la proposta fu rifiutata e al club venne notificato lo sfratto decorrente dal termine della stagione. L'Everton decise di andarsene comunque e nel marzo 1892 trovò un terreno in vendita a Goodison Park, a circa un miglio di distanza dal vecchio impianto di Stanley Park, e lo acquistò per 8 000 sterline. Goodison Park è tuttora lo stadio di casa dell'Everton.
Houlding non si perse d'animo, e fondò il Liverpool Association Football Club (presto trasformato semplicemente in Liverpool Football Club) nel marzo 1892. Il 1º settembre di quello stesso anno, mentre l'Everton giocava la sua prima partita a Goodison Park, il Liverpool faceva il suo esordio ad Anfield, un'amichevole contro il Rotherham Town, vinta 7-1. Ma, a fronte di un Goodison Park gremito di 10 000 spettatori, sugli spalti di Anfield vi era solo qualche centinaio di persone. Solo duecento spettatori o poco meno, infatti, assistettero alla seconda partita interna del Liverpool, un 8-1 contro l'Higher Walton in Lancashire League. Da quel momento, tuttavia, il Liverpool iniziò ad attrarre sempre più gente e già tremila spettatori videro il Liverpool battere lo Stockton il 10 settembre 1892 e andare in testa al campionato. Iniziò quindi la lunga rivalità tra Everton e Liverpool, che dura ancora ai giorni nostri.
Dal 1957, quando furono installati i riflettori notturni, lo stadio può ospitare incontri serali. Il primo fu il derby contro i rivali dell'Everton.
A causa di problemi nell'espansione dell'impianto oltre i suoi limiti fisici (come detto, fu necessario eliminare una strada laterale nel 1992 per allargare una tribuna) era stato previsto un trasferimento del Liverpool verso un nuovo stadio, il cui piano, originariamente approvato nel febbraio del 2005, avrebbe dovuto essere sottoposto entro 12 mesi al consiglio municipale della città di Liverpool. Il piano fu approvato dalla città l'11 aprile 2006. Quando si prospettò la necessità di dotarsi di un nuovo impianto più capiente, fu suggerito di costruire un nuovo stadio sull'area di Stanley Park, il primo campo da gioco di Liverpool, e di dividere il campo e la gestione delle spese con l'Everton, sul modello degli stadi italiani che ospitano due squadre della stessa città, ma l'idea non venne approvata dal consiglio d'amministrazione del Liverpool nel 2005. Il progetto del nuovo stadio fu poi abbandonato, in quanto il club fece sapere che il legame tra squadra e stadio è imprescindibile perché racconta una storia lunghissima, lunga 120 anni.

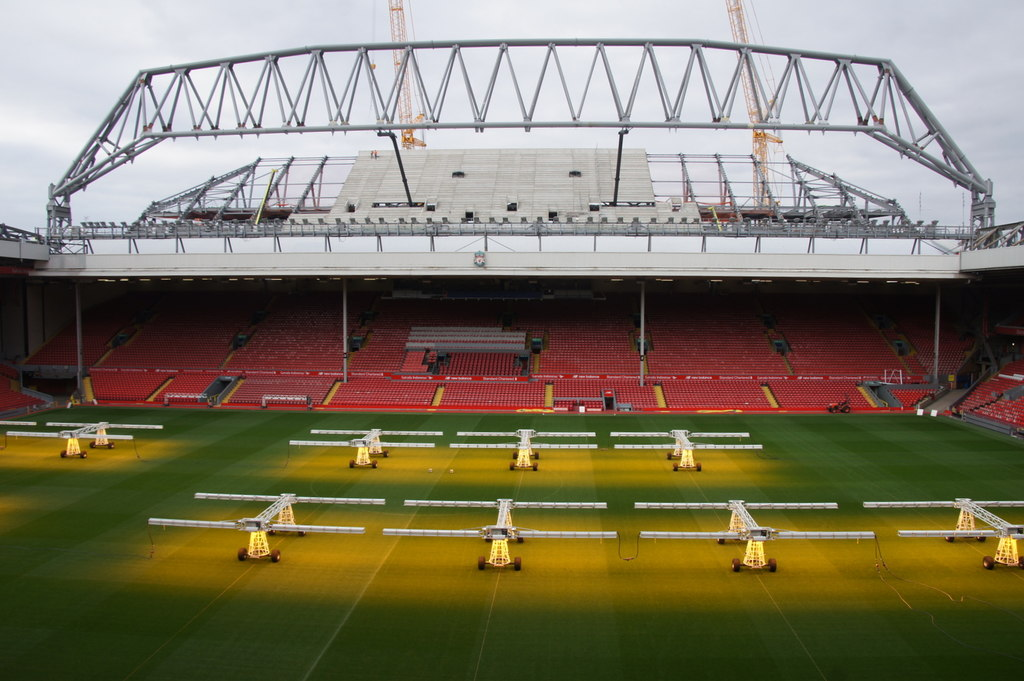
La Main Stand nel 2015

Nel 2014 il City Council di Liverpool ha approvato il piano per aggiungere 8 300 posti alla tribuna Main Stand e 4 800 alla Anfield Road Stand. Il Liverpool infatti ha ottenuto l'autorizzazione per varare il progetto da 100 milioni di sterline che porterà ad aumentare la capienza dello stadio di Anfield dagli attuali 45 362 posti fino a 59 000. I lavori per la nuova Main Stand sono iniziati nel 2015 e si sono conclusi nel 2016, inaugurando la nuova tribuna alla quarta partita di campionato il 10 settembre dello stesso anno, battendo i campioni d'Inghilterra in carica del Leicester City per 4-1.

## Settori
Lo stadio è diviso in quattro settori:
- Kop Stand: dal 1906 una delle curve dello stadio è chiamata Spion Kop, dal nome di una collina nella regione sudafricana del Natal, luogo dell'omonima battaglia della seconda guerra Anglo-Boera. Tale battaglia vide una grave sconfitta con perdite da parte delle forze britanniche: molti dei caduti erano soldati provenienti da Liverpool e inquadrati nel reggimento di fanteria del Lancashire. La definizione viene ripresa per lo stadio del Liverpool da Ernest Edwards,[1] cronista del Liverpool Post, che così ribattezza la nuova gradinata costruita sul lato di Walton Breck Road. La capacità totale della Kop fu ridotta drasticamente a seguito dell'adozione delle misure di sicurezza istituite dopo la strage di Hillsborough del 1989, che provocò la morte di 96 persone. Nel 1994 Anfield divenne uno stadio con posti solo a sedere, e la capacità totale della curva si ridusse a circa 12 500 spettatori. Il 1º maggio 1994 resta così una data storica per la End, che vede per l'ultima volta un incontro dei Reds (Liverpool-Norwich 0-1); a fine incontro una festa celebrativa verrà scandita dall'entrata sul terreno di gioco di una serie di figure storiche del club, tra i quali gli ex-calciatori Kenny Dalglish e Kevin Keegan.
- Main Stand: la tribuna principale dello stadio, la prima a essere costruita. Ristrutturata completamente nel 1973 e nel 2016, ospita circa 20 600 posti a sedere.
- Anfield Road Stand: la curva opposta alla Kop e ricostruita nel 1998. Essa include un settore riservato di 2 000 posti per i tifosi della squadra ospite. La capacità totale di tale curva è di poco più di 9 000 posti a sedere.
- Kenny Dalglish Stand: la tribuna opposta alla Main Stand, conosciuta originariamente come Kemlyn Road Stand  dal nome della strada a fianco della quale si trovava; fu ricostruita nel 1992 in occasione del centenario del club, da cui il nome Centenary Stand. A seguito della ricostruzione, tutte le case di Kemlyn Road furono distrutte e oggi la strada non esiste più. Il 3 maggio 2017 venne intitolata a Kenny Dalglish, vera e propria leggenda del club. La capacità è di circa 11 800 posti a sedere.

All'interno dell'impianto si trovano anche una targa commemorativa a ricordo dei 96 morti di Hillsborough(Strage di Hillsborough) e una statua di Bill Shankly, il tecnico che guidò il Liverpool tra il 1959 ed il 1974, riportandolo tra le grandi squadre dell'Inghilterra (3 campionati e 2 Coppe d'Inghilterra), oltre a vincere la Coppa UEFA nella stagione 1972-73. Anche uno degli ingressi dello stadio è intitolato a Bill Shankly, mentre l'ingresso opposto è intitolato al suo successore Bob Paisley, che portò i Reds alla vittoria della prima Coppa dei Campioni, nel 1977.

## Incontri internazionali

### Europeo 1996
- Italia -  Russia 2-1 (gruppo C, 11 giugno);
- Rep. Ceca -  Italia 2-1 (gruppo C, 14 giugno);
- Russia -  Rep. Ceca 3-3 (gruppo C, 19 giugno);
- Francia -  Paesi Bassi 0-0 d.t.s., 5-4 d.c.r. (quarti di finale, 22 giugno).

### Finali di Coppa UEFA
- Liverpool 3-0  Borussia M'gladbach - (andata, 10 maggio 1973);
- Liverpool 3-2  Club Bruges - (andata, 28 aprile 1976).

### Finali di Supercoppa UEFA
- Liverpool 6-0  Amburgo (ritorno, 6 dicembre 1977);
- Liverpool 2-1  Anderlecht (ritorno, 19 dicembre 1978).

## Dati statistici
Il record di spettatori è stato stabilito il 2 febbraio 1952, in occasione del quinto turno di Coppa d'Inghilterra tra Liverpool e Wolverhampton: 61 905 spettatori.